# Représentations diplomatiques à Malte

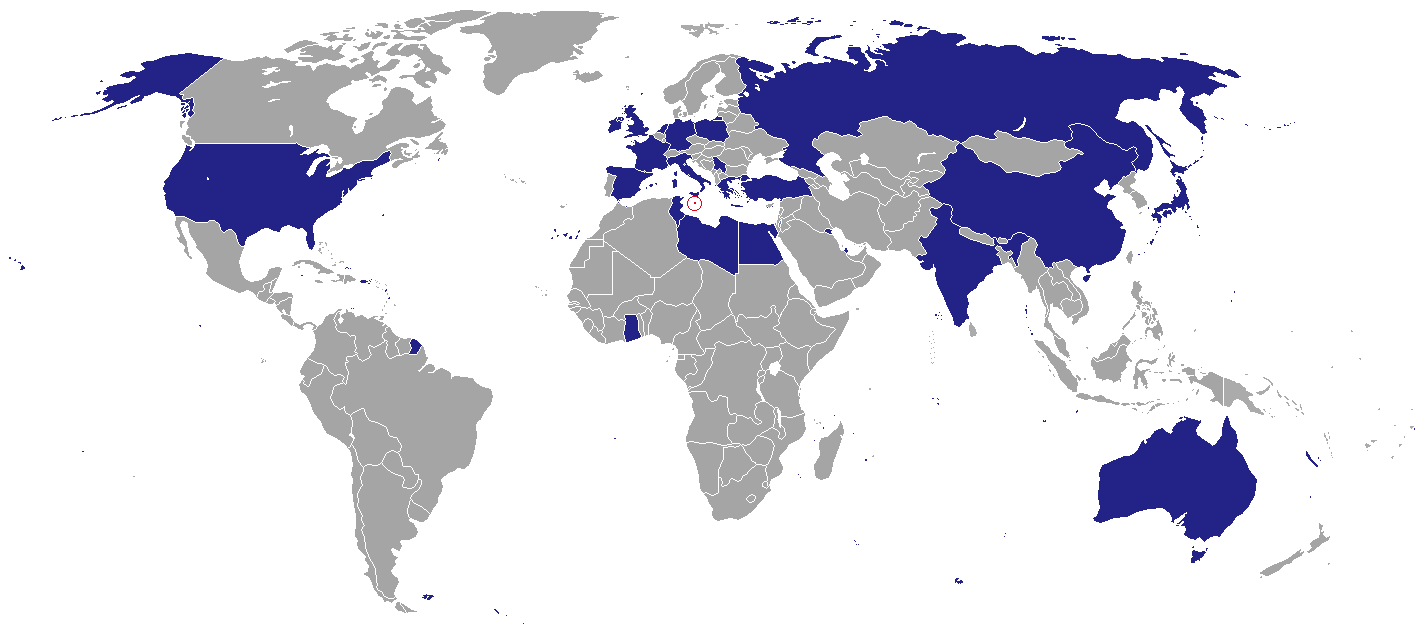
Carte des missions diplomatiques à Malte

Les représentations diplomatiques à Malte sont actuellement au nombre de 20. Il existe de nombreuses délégations et bureaux de représentations des organisations internationales et d'entités infranationales dans la capitale La Valette.

## Ambassades à La Valette
| - Australie - Chine - Égypte - France - Allemagne - Ghana - Grèce - Vatican - Inde - Irlande - Italie - Koweït | - Libye - Pays-Bas - Palestine - Qatar - Russie - Espagne - Tunisie - Turquie - Royaume-Uni - États-Unis |

## Missions diplomatiques
- Hongrie
- Ordre souverain militaire et hospitalier de Saint-Jean de Jérusalem, de Rhodes et de Malte